# 外野合唱團
外野合唱團（英語：The Outfield）是一个位于英国伦敦的摇滚乐队。乐队在1980年代推出了热门歌曲〈Your Love〉，并取得了成功。乐队的阵容包括吉他手约翰·斯平克斯、主唱和贝斯手托尼·刘易斯与鼓手艾伦·杰克曼（Alan Jackman）。
乐队在美国取得了商业成功，但在本土英国则反响平平。1980年代中期，乐队开始录音，并在1985年通过哥伦比亚唱片发行了他们的首张专辑《Play Deep》。专辑在《Billboard》200榜单最高排第9位，并在美国获得了多白金认证。乐队的单曲〈Your Love〉在《Billboard》Hot 100最高排第6位，在Mainstream Rock则最高排第7，并成为乐队的代表歌曲。在1980年代和1990年代早期，乐队继续录音与巡演，共发行了《Bangin'》和《Voices of Babylon》这两张专辑，但名气慢慢衰退。
在鼓手艾伦·杰克曼1989年离开乐队后，外野合唱團成为了双人乐队，并在1991年录制了专辑《Diamond Days》。在1992年的专辑《Rockeye》转型前衛搖滾和舞台摇滚未取得预期的成功后，团队在1990年代实质上解散。1998年，团队继续开展巡演，在之后通过官方网站发布了两张现场专辑，并在2004年发布了一张新的录音室专辑《Any Time Now》。两年后，这张录音室专辑再版。2011年，在鼓手艾伦·杰克曼重新加入后，乐队发布了他们的最后一张专辑《Replay》。2014年，斯平克斯去世，乐队正式宣布解散。2018年3月22日，主唱和吉他手托尼·刘易斯宣布将于2018年6月29日通过Madison唱片发布个人专辑《Out of the Darkness》。刘易斯在2020年10月19日去世，享年62岁。